# East Gāro Hills
East Gāro Hills (engelska: East Garo Hills District) är ett distrikt i Indien.   Det ligger i delstaten Meghalaya, i den östra delen av landet, 1 400 km öster om huvudstaden New Delhi. Antalet invånare är 317 917. Arean är 2 603 kvadratkilometer. East Gāro Hills gränsar till Goālpāra.
Terrängen i East Gāro Hills är kuperad norrut, men söderut är den bergig.